# Нерия, Моше-Цви
Моше-Цви Нерия (фамилия при рождении — Менкин, 1913 — 12 декабря 1995) — израильский политик, деятель образования и раввин.

## Биография
Родился в Лодзи (Российская Империя, ныне Польша). Учился в ешивах в Минске и Шклове. В 1930 году совершил алию. Участвовал в создании молодёжного движения Бней Акива. Учился, а затем и преподавал в ешивах, создал несколько ешив и раввинскую ассоциацию сам. В 1969 году его избрали в Кнессет (парламент Израиля). Потом занимался политикой и партийным строительством. В 1978 году ему была присуждена Премия Израиля.

## Память
В его честь названо еврейское поселение Нерия.